# 位置空间与动量空间
位置空间与动量空间是物理学中一对联系紧密的矢量空间。
位置空间（或称实空间、坐标空间）是空间中所有物体的位置向量r的集合。这个空间通常是三维的。位置向量定义了空间中的一个点。如果位置向量随时间会发生变化的话，那么它就可以描绘出一个路径或一个面，如粒子的运动轨迹。
动量空间是空间中所有物体的动量向量的集合。这个空间通常也是三维的。一个物体的动量可以反映它的运动情况。无论在经典力学还是在量子力学中，动量都是非常重要的一个概念。然而，依据量子力学的德布罗意关系，p = ħk，一个自由粒子的动量正比于波矢。系统的所有波矢的集合构成波矢空间。在不严格区分动量与波矢时，这两个概念可以混用。但在晶体中，德布罗意关系并不成立。
位置与动量间的对偶性是庞特里亚金对偶性的一个例子。
位矢r的量纲为[L]，动量p的量纲为[M][L][T]−1，波矢k的量纲为[L]−1，因而类比于角频率ω之于时间t，k可以视为系统空间上的频率。一个系统的物理现象既可以用位矢描述，也可以用动量描述。两种描述方式所提供的系统信息是等价的。通常利用r描述更为直观，但在固体物理学中，k更为常用。

## 经典力学中的位置空间与动量空间

### 拉格朗日力学
在拉格朗日力学中，拉格朗日量{\displaystyle {\mathcal {L}}(\mathbf {q} ,\ {\dot {\mathbf {q} }},\ t)\,\!}通常是在位形空间中给出的。其中，{\displaystyle \mathbf {q} =\left(q_{1},q_{2},\ldots ,q_{n}\right)\,\!}是一个n元广义坐标。描述物体运动的拉格朗日方程为： 
{\displaystyle {\frac {d}{dt}}{\frac {\partial {\mathcal {L}}}{\partial {\dot {q}}_{i}}}={\frac {\partial {\mathcal {L}}}{\partial q_{i}}}\,,\quad {\dot {q}}_{i}\equiv {\frac {dq_{i}}{dt}}\,.}
引入广义坐标对应的正则动量：
{\displaystyle p_{i}={\frac {\partial {\mathcal {L}}}{\partial {\dot {q}}_{i}}}\,,}
拉格朗日方程可以化为：
{\displaystyle {\dot {p}}_{i}={\frac {\partial {\mathcal {L}}}{\partial q_{i}}}\,.}
拉格朗日量还可以在动量空间中给出，{\displaystyle {\mathcal {L}}'(\mathbf {p} ,\ {\dot {\mathbf {p} }},\ t)\,\!}。其中，{\displaystyle \mathbf {p} =\left(p_{1},p_{2},\ldots ,p_{n}\right)\,\!}是一个n元的广义动量。通过勒让德变换改变广义坐标空间中拉格朗日量的全微分的变量：
{\displaystyle d{\mathcal {L}}=\sum _{i=1}^{n}\left({\frac {\partial {\mathcal {L}}}{\partial q_{i}}}dq_{i}+{\frac {\partial {\mathcal {L}}}{\partial {\dot {q}}_{i}}}d{\dot {q}}_{i}\right)+{\frac {\partial {\mathcal {L}}}{\partial t}}dt=\sum _{i=1}^{n}({\dot {p}}_{i}dq_{i}+p_{i}d{\dot {q}}_{i})+{\frac {\partial {\mathcal {L}}}{\partial t}}dt\,,}
依据微分的乘积法则存在：
{\displaystyle {\dot {p}}_{i}dq_{i}=d(q_{i}{\dot {p}}_{i})-q_{i}d{\dot {p}}_{i}}
{\displaystyle p_{i}d{\dot {q}}_{i}=d({\dot {q}}_{i}p_{i})-{\dot {q}}_{i}dp_{i}}
将这两个式子代入可得：
{\displaystyle d\left[{\mathcal {L}}-\sum _{i=1}^{n}(q_{i}{\dot {p}}_{i}+{\dot {q}}_{i}p_{i})\right]=-\sum _{i=1}^{n}({\dot {q}}_{i}dp_{i}+q_{i}d{\dot {p}}_{i})+{\frac {\partial {\mathcal {L}}}{\partial t}}dt\,.}
由此可得{\displaystyle {\mathcal {L}}'}的全微分为：
{\displaystyle d{\mathcal {L}}'=\sum _{i=1}^{n}\left({\frac {\partial {\mathcal {L}}'}{\partial p_{i}}}dp_{i}+{\frac {\partial L'}{\partial {\dot {p}}_{i}}}d{\dot {p}}_{i}\right)+{\frac {\partial {\mathcal {L}}'}{\partial t}}dt}
由此可以得到上述各个量之间的关系：
{\displaystyle {\mathcal {L}}'={\mathcal {L}}-\sum _{i=1}^{n}(q_{i}{\dot {p}}_{i}+{\dot {q}}_{i}p_{i})\,,\quad -{\dot {q}}_{i}={\frac {\partial {\mathcal {L}}'}{\partial p_{i}}}\,,\quad -q_{i}={\frac {\partial {\mathcal {L}}'}{\partial {\dot {p}}_{i}}}\,.}
综合后两个方程，可以得到动量空间中的拉格朗日方程：
{\displaystyle {\frac {d}{dt}}{\frac {\partial {\mathcal {L}}'}{\partial {\dot {p}}_{i}}}={\frac {\partial {\mathcal {L}}'}{\partial p_{i}}}\,.}
拉格朗日方程的坐标表述以及动量表述中所包含的系统动力学信息是相同的。当需要考虑到系统的动量以及角动量时，方程的动量表述形式将可以简化演算过程。

### 哈密顿力学
与拉格朗日力学中必须全部使用坐标或是全部使用动量的情况不同，在哈密顿力学中，哈密顿方程将坐标与动量放在了对等的地位。对于一个哈密顿量为{\displaystyle H\left(\mathbf {q} ,\mathbf {p} ,t\right)}的系统，其运动方程为：
{\displaystyle {\dot {q}}_{i}={\frac {\partial H}{\partial p_{i}}}\,,\quad {\dot {p}}_{i}=-{\frac {\partial H}{\partial q_{i}}}\,.}

## 量子力学中的位置空间与动量空间
在量子力学中，系统是通过其量子态进行描述的。量子态可以表述为基态依权重的线性叠加。理论上，只要所有基态都是正交的，其就可以用来表述量子态。如果选择位置算符的本征矢作为基矢的话，那么就是在位置表象下表征一个系统的波函数{\displaystyle \psi \left(\mathbf {r} \right)}。薛定谔方程较为常见的以位矢r表述的形式就是位置表象下表述系统状态的一个例子。如果选定不同算子的本征矢作为基矢，那么对应地，用来描述系统的状态的表象也将不同。如果选定动量算符的本征矢作为基矢的话，那么波函数{\displaystyle \phi \left(\mathbf {k} \right)}也将在动量表象下进行描述。
动量表象下的波函数与傅里叶变换以及频域这一概念密切相关。由于对于一个自由粒子，其空间频率与动量成正比。因而，在以动量本征值之和描述一个系统时，我们也就是在用频率分量之和来描述一个系统，也就是说，我们对于这个系统进行了傅里叶变换。这一点将在下面进行的表象变换过程中得以体现。

### 位置空间中的函数与算符
假设位置表象下存在一个三维波函数{\displaystyle \psi \left(\mathbf {r} \right)}，其可以表述为正交基矢{\displaystyle \psi _{j}\left(\mathbf {r} \right)}的权重和：
{\displaystyle \psi (\mathbf {r} )=\sum _{j}\phi _{j}\psi _{j}(\mathbf {r} )}
在连续取值情形时，以积分形式表达则为：
{\displaystyle \psi (\mathbf {r} )=\int _{\mathbf {k} }\phi (\mathbf {k} )\psi _{\mathbf {k} }(\mathbf {r} ){\rm {d}}^{3}\mathbf {k} }
如果我们选定的{\displaystyle \psi _{j}\left(\mathbf {r} \right)}为动量算符的本征矢，{\displaystyle \phi (\mathbf {k} )}中将保留有重建{\displaystyle \psi \left(\mathbf {r} \right)}的全部信息，也就是说我们得到了{\displaystyle \psi }的另一种表述形式。
位置表象下，动量算符可以表示为：
{\displaystyle \mathbf {\hat {p}} =-i\hbar {\frac {\partial }{\partial \mathbf {r} }}}
其本征矢为：
{\displaystyle \psi _{\mathbf {k} }(\mathbf {r} )={\frac {1}{({\sqrt {2\pi }})^{3}}}e^{i\mathbf {k} \cdot \mathbf {r} }}
本征值为ħk。由此可以得到：
{\displaystyle \psi (\mathbf {r} )={\frac {1}{({\sqrt {2\pi }})^{3}}}\int _{\mathbf {k} }\phi (\mathbf {k} )e^{i\mathbf {k} \cdot \mathbf {r} }{\rm {d}}^{3}\mathbf {k} }
从上面的过程还可以看出，位置表象到动量表象的变换过程实际上是进行了一次傅里叶变换。

### 动量空间中的函数与算符
进行上述过程的逆过程。假设动量表象下的一个三维波函数{\displaystyle \phi (\mathbf {k} )}可以表示为正交基矢{\displaystyle \phi _{j}(\mathbf {k} )}的权重和：
{\displaystyle \phi (\mathbf {k} )=\sum _{j}\psi _{j}\phi _{j}(\mathbf {k} )}
积分形式为：
{\displaystyle \phi (\mathbf {k} )=\int _{\mathbf {r} }\psi (\mathbf {r} )\phi _{\mathbf {r} }(\mathbf {k} ){\rm {d}}^{3}\mathbf {r} }
动量表象下，位置算符可以表示为：
{\displaystyle \mathbf {\hat {r}} =i\hbar {\frac {\partial }{\partial \mathbf {p} }}=i{\frac {\partial }{\partial \mathbf {k} }}}
其本征矢为：
{\displaystyle \phi _{\mathbf {r} }(\mathbf {k} )={\frac {1}{({\sqrt {2\pi }})^{3}}}e^{-i\mathbf {k} \cdot \mathbf {r} }}
本征值为r。因而我们可以对于{\displaystyle \phi (\mathbf {k} )}进行类似的逆构，逆构过程实际上是反傅里叶变换：
{\displaystyle \phi (\mathbf {k} )={\frac {1}{({\sqrt {2\pi }})^{3}}}\int _{\mathbf {r} }\psi (\mathbf {r} )e^{-i\mathbf {k} \cdot \mathbf {r} }{\rm {d}}^{3}\mathbf {r} }

### 位置算符与动量算符的酉等价性
当通过傅里叶变换给出一个系统的幺正算符时，r与p可以证明是酉等价的，也就是说它们有相同的谱性。用物理语言来说就是，动量算符在动量表象中对于波函数的作用等价于位置算符在位置表象中对于波函数的作用。

## 倒易空间与晶体
晶体中的粒子的波矢k通常与其晶格动量密切相关，而并不与普通动量p成正比。k与p对于系统的作用并不相同。k·p微扰理论中就体现了这一点。晶格动量有一个可以描述波从一个晶胞到另一个晶胞时发生的变化的包络函数，但这一函数并不能给出晶胞内波的变化情况。
当k与晶格动量有关时，k空间这一概念仍然相当重要，但与上文讨论的晶体之外的k空间有所不同。晶体的k空间中有一个无限点集——倒易点阵。其中所有点的k = 0。类似地，k空间中还存在一个体积有限的布里渊区，区域中所有的k值相等。